# Ryo Kawakita
Ryo Kawakita mieux connu sous le nom de Maximum the Ryo (マキシマムザ亮君 Makishimamu Za Ryō-kun) est un musicien japonais, né le 13 décembre 1978 au japon, guitariste et chanteur du groupe Maximum the Hormone, et frère de la cofondatrice du groupe Nao Kawakita. Son chant mélange des techniques comme le scream, chant clair ou bien le rap.
Il a comme influence des groupes variés comme Everything Mike Patton related, Tool, System of a Down, Skindred, Snot, NOFX, Rage Against The Machine, RANCID, Korn, Oasis, The Ramones, Molotov, Nirvana, Queen, The fall of troy, Pantera, Jellyfish, The vandals, Deftones...

## Biographie
Ryo joue de la guitare depuis le collège, ou il a été influencé par le punk, le métal et les groupes de hard rock. Il rejoint Maximum The Hormorne, groupe fondé par sa sœur Nao Kawakita, batteuse du groupe, après que ce dernier ait réalisé son premier album A.S.A. Crew en 1998. Il remplaça Sugi dans le groupe. L'arrivée de Ryo changea définitivement le visage du groupe. Ryo prend une place importante en écrivant une bonne partie des paroles à la place de Daisuke, et devient l'un des deux chanteurs du groupe. Tous les t-shirts sont également réalisés par Ryo Kawakita, mais également le logo au katana, présent depuis son arrivée. Ryo Kawakita s'est marié en 2008 et a eu son premier enfant en janvier 2009.

## Anecdotes
Ryo Kawakita déteste porter des chaussures. Durant les lives on peut le voir avec des crocs durant le concert Debu vs Debu. Selon l'intéressé lui-même il déteste faire du shopping et prendre des sandales est bien plus simple et moins cher.
Malgré un jeu de scène très varié et des expressions très distinguées en live, Ryo Kawakita est très timide dans la vraie vie comme on peut le voir dans certaines de ces interviews.
Il était également capitaine de son équipe de rugby durant sa scolarité, et il joue encore occasionnellement.

## Matériels utilisés
Gibson Les Paul Gold Top
Gibson Les Paul Standard
PRS Mark Tremonti USA
Randall Warhead 
Mesa boogie Rectifier Stereo 2:100
Genz benz: GB412 G-FLEX
Roland: Jazz Chorus JC-10
Randall: Warhead foot switch
Hao: A/B & Para box (A/B Box)